# Zwei Herzen und ein Edelweiß
Zwei Herzen und ein Edelweiß ist ein deutscher Liebes- und Heimatfilm von Helmut Metzger, der 2008 seine Fernsehpremiere erlebte.

## Handlung
Bettina Finke lässt sich gerade von ihrem Mann scheiden, der sie betrogen hat. Da sie halbtags in seiner Praxis gearbeitet hat, steht sie nun ohne Arbeit da und muss sich zudem allein um ihre beiden Kinder, die junge Lisa und den frühpubertären, störrischen Tom, kümmern. Sie plant, zur Ablenkung mit ihren Kindern nach Italien zu fahren und dort eine Freundin zu besuchen. Vorher will sie bei ihrem Großonkel Gustav in Bayern vorbeischauen, den sie seit 20 Jahren nicht mehr gesehen hat. Dieser besitzt in den Alpen einen kleinen Bauernhof.
Auf dem Weg in die Berge hat Bettina eine Panne und ihr Wagen wird zur kleinen Werkstatt von Martin geschleppt, in den Bettina als kleines Mädchen verliebt war. In ihrer Kindheit hat sie jeden Sommer bei Onkel Gustav auf dem Bauernhof verbracht. Umso bestürzter ist sie, als sie erfährt, dass Gustav kurz nach ihrem letzten Telefonat vor wenigen Tagen verstorben ist. Gerade so kommt Bettina zur Beerdigung an. Sie trifft an Gustavs Grab auf den langjährigen treuen Freund Karl, der mit Gustav den Hof bewirtschaftet hat und plante, mit ihm zusammen ins Altersheim zu gehen. Zudem steht am Grab auch der Nachlassverwalter Dr. Steinbach, der Bettina eröffnet, dass sie nach dem letzten Willen ihres Großvaters den gesamten Hof geerbt habe.
Bettina plant sofort, den Hof zu verkaufen, wollte sie in den Bergen doch nur einen kurzen Zwischenstopp machen. Der einzige Kaufinteressent gehört jedoch zu einem Konzern, der den Hof abreißen und auf dem Boden eine Tankstelle errichten will. Bettina hingegen will den Hof auf jeden Fall erhalten wissen und nur an einen Naturliebhaber verkaufen. Der Vertreter des Konzerns, Alexander Schubert, begibt sich zu Bettina und stellt sich ihr als Schriftsteller vor, der einen Hof in der Gegend erwerben will. Nach und nach erwirbt er Bettinas Vertrauen. Auch Martin, der Bettinas Wagen repariert, findet Gefallen an ihr und misstraut Alexander bald, der mit Cabrio und teuren Anzügen nicht dem Bild eines Schriftstellers entspricht. Gleichzeitig kann Martin den störrischen Tom mit der Zeit für das Landleben begeistern und nimmt ihn auf eine Ballonfahrt mit. Die jüngere Lisa ist sowieso vom Leben auf dem Land hingerissen, zumal sie so gleich Stoff für ihren ersten Roman sammelt.
Bettinas bevormundende Mutter Sophie, die Familienanwältin ist und Bettina bei ihrer Scheidung vertreten hat, erscheint auf dem Hof und drängt Bettina dazu, das Anwesen zu verkaufen. Zwar melden sich verschiedene Kaufinteressenten, doch gelingt es Karl, durch haarsträubende Geschichten von Ratten und Schlangen die Kaufinteressenten jedes Mal zu vergraulen. Er will, dass Bettina bleibt, und auch sie findet mit der Zeit Gefallen an dem Gedanken an das Leben in den Bergen. Bei einem Essen mit Alexander sieht sie an seinem Schlüsselbund das Logo der Firma, die auf dem Grundstück die Tankstelle errichtet lassen wollte. Sie erklärt Alexander daraufhin, dass der Kauf nicht zustande kommen wird, und trennt sich von ihm. Sie geht zu Martin, wirft wie früher Steinchen an sein Fenster und am Ende küssen sich beide. Plötzlich fahren zahlreiche Feuerwehrwagen an ihnen vorbei in Richtung Bauernhof. Die Scheune steht in Flammen und bald wird deutlich, dass ein Brandstifter am Werk war. Das Berliner Ehepaar Rodenberg war zum Zeitpunkt des Feuers gerade mit einem Heißluftballon unterwegs und filmte das Feuer aus der Höhe. Auf den Bildern ist zudem Alexander zu sehen, der der Brandstifter war. Bettina konfrontiert ihn mit den Bildern und erstattet Anzeige gegen Alexander. Als sie zum Hof zurückkommt, ist Martin mit seinen Kollegen gerade dabei, die Scheune wieder aufzubauen. Auch Tom beteiligt sich an den Bauarbeiten. Lisa hingegen hat ihren ersten Roman fertiggestellt, der Zwei Herzen und ein Edelweiß heißen wird. Bettina und Martin fallen sich in die Arme und küssen sich. Bettina will nun auch nicht mehr nach Italien fahren, weil sie gar nicht mehr weiß, was sie dort soll.

## Produktion

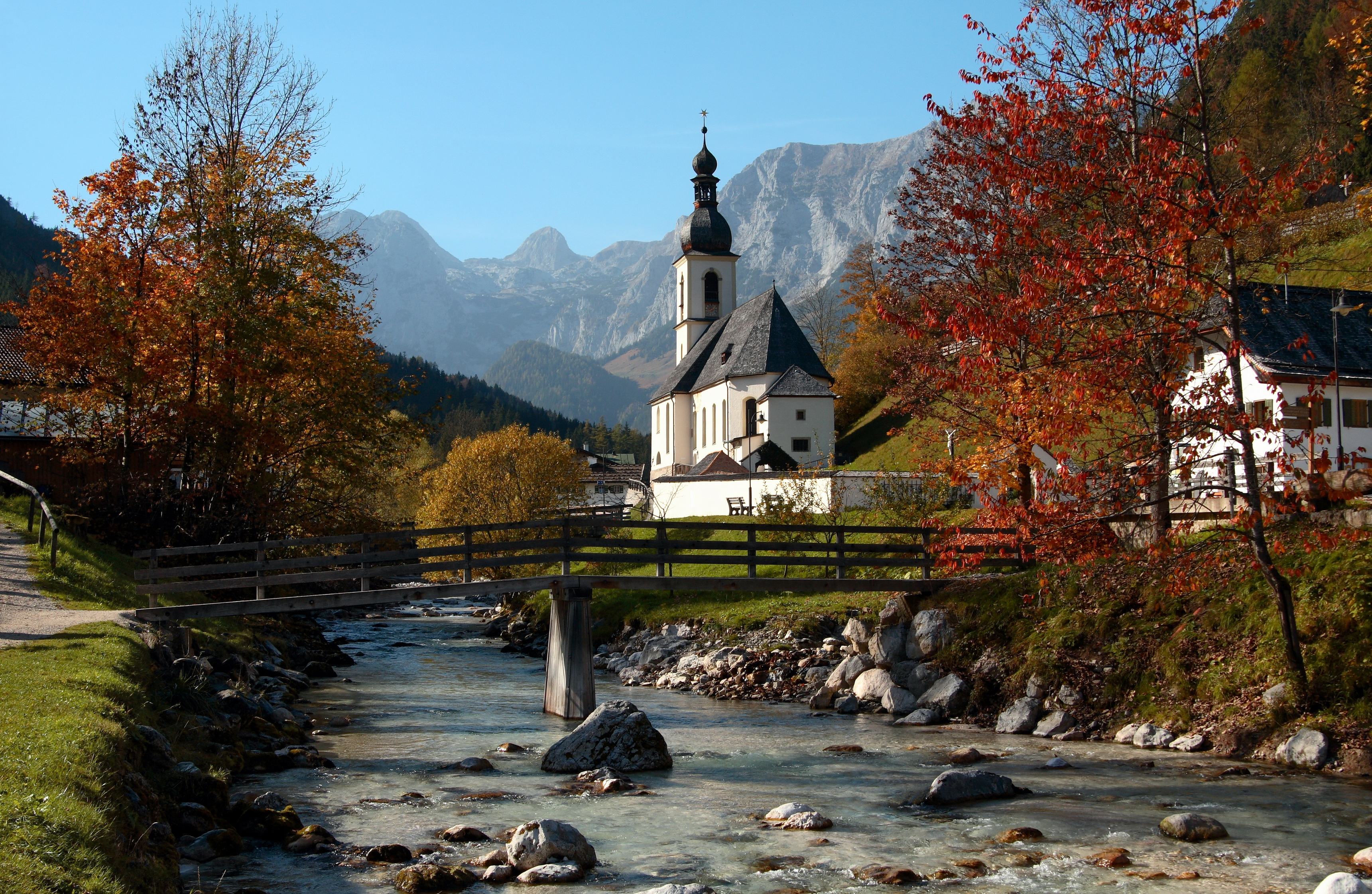
Mehrfach im Film zu sehen: die Pfarrkirche St. Sebastian in Ramsau

Zwei Herzen und ein Edelweiß wurde vom 12. Juni bis 12. Juli 2007 in Ramsau bei Berchtesgaden und Umgebung gedreht. Die Premiere fand am 21. März 2008 im Programm Das Erste der ARD und im ORF 2 statt.

## Kritik
für den film-dienst war Zwei Herzen und ein Edelweiß eine „(Fernseh-)Liebesromanze vor romantischer Bergkulisse, die eine zunächst unsichere Frau am Beginn eines Neuanfangs zeigt.“ kino.de befand, dass der Filmtitel „eine Degeto-Romanze vor Alpenpanorama erwarten [lässt], die Geschichte […] sich [jedoch] als munteres Spiel mit Heimatfilmklischees [entpuppt]“: „Helmut Metzger inszeniert die muntere Handlung zwar nicht gerade im ProSieben-Tempo, aber dank der diversen Slapstick-Szenen geht’s doch deutlich flotter zu als sonst.“
„Keine Frage, die Story ist dünn wie Höhenluft, aber als leicht erzählte Landkomödie wollen wir das mal gelten lassen. Fazit: Heile Welt und heile Gänschen – wer’s mag“, schrieb TV Spielfilm.